# 汪俊林
汪俊林（1962年—），四川仁寿人，汉族，中华人民共和国政治人物、第十一届全国人民代表大会四川地区代表。
毕业于西南医科大学（原泸州医学院）中医药专业，是中共党员。担任四川郎酒集团董事长。2008年起担任全国人大代表。